# NGC 576
NGC 576 is een balkspiraalstelsel in het sterrenbeeld Phoenix. Het hemelobject werd op 3 oktober 1834 ontdekt door de Britse astronoom John Herschel.

## Synoniemen
- PGC 5535
- ESO 196-7
- FAIR 295
- AM 0126-515
- IRAS01269-5151